# Песня для Мартина
«Песня для Мартина» (швед. En sång för Martin) — мелодрама датского режиссёра Билле Аугуста по автобиографическому роману «Книга о Е» (швед. Boken om E) шведской писательницы Уллы Исакссон. Фильм вышел 29 января 2001 года в рамках Гётеборгского кинофестиваля и получил рейтинг PG-13.

## Сюжет
Скрипачка Барбара Хартман верная жена и мать двух взрослых детей, так же как дирижёр и композитор Мартин Фишер. Они оба в возрасте, когда уже мало думают о чувствах, и всё же влюбляются друг в друга и решают жить вместе, как муж и жена. Несмотря на трудности, Мартин и Барбара вместе любят и вместе творят. Однажды у Мартина диагностируют болезнь Альцгеймера. Происходит отчаянная, полная боли борьба между любовью и этой неизлечимой, изнурительной болезнью. 

## В ролях
| Актёр                | Роль      |
| -------------------- | --------- |
| Свен Воллтер (англ.) | Мартин    |
| Вивека Сельдаль      | Барбара   |
| Рейне Бринолфссон    | Бьедерман |
| Линда Кельгрен       | Карин     |
| Лиса Верлиндер       | Элизабет  |
| Питер Энгман         | Филип     |

## Награды и номинации
- 2001 — Международный кинофестиваль в Карловых Варах[4]:
  - лучший актёр — Свен Воллтер
  - лучшая актриса — Вивека Сельдаль
  - номинация на «Хрустальный глобус» за лучший фильм — Билле Аугуст
- 2002 — Премия «Бодиль»[5]:
  - «Серебряный дельфин» за лучшую главную мужскую роль — Свен Воллтер
  - номинация на «Золотого дельфина» за лучший фильм — Билле Аугуст
- 2002 — Международный кинофестиваль «Festroia» в Сетубале[6]:
  - номинация на лучшую главную мужскую роль — Свен Воллтер
  - номинация на лучшую главную женскую роль — Вивека Сельдаль
  - номинация на лучший фильм — Билле Аугуст
- 2002 — Премия «Золотой жук»[7]:
  - лучшая мужская роль — Свен Воллтер
  - лучшая женская роль — Вивека Сельдаль
  - номинация на лучшую операторскую работу — Йорген Перссон
  - номинация на лучшую режиссёрскую работу — Билле Аугуст
  - номинация на лучший фильм — Ларс Колвиг и Михаэль Обель
  - номинация на лучший сценарий — Билле Аугуст
- 2002 — Номинация на гран-при Международного кинофестиваля в Майами[8] — Билле Аугуст
- 2002 — Специальный приз жюри Международного кинофестиваля в Санта-Барбаре[9] лучшей исполнительнице главной женской роли — Вивека Селдал